# Guettarda hypolasia
Guettarda hypolasia är en måreväxtart som beskrevs av Henri Ernest Baillon. Guettarda hypolasia ingår i släktet Guettarda och familjen måreväxter.
Artens utbredningsområde är Nya Kaledonien. Inga underarter finns listade i Catalogue of Life.